# Каннський кінофестиваль 1953
6-й Каннський міжнародний кінофестиваль відбувся з 15 по 29 квітня у Каннах, Франція. У фестивалі взяли участь 35 фільмів конкурсної програми та 43 короткометражні стрічки.
Фестиваль відкрито показом французької стрічки Нескінченні горизонти режисера Жан Древілля. Гран-прі отримав фільм Анрі-Жоржа Клузо Плата за страх.
Волт Дісней був удостоєний і отримав на фестивалі звання Почесного легіону .

## Журі

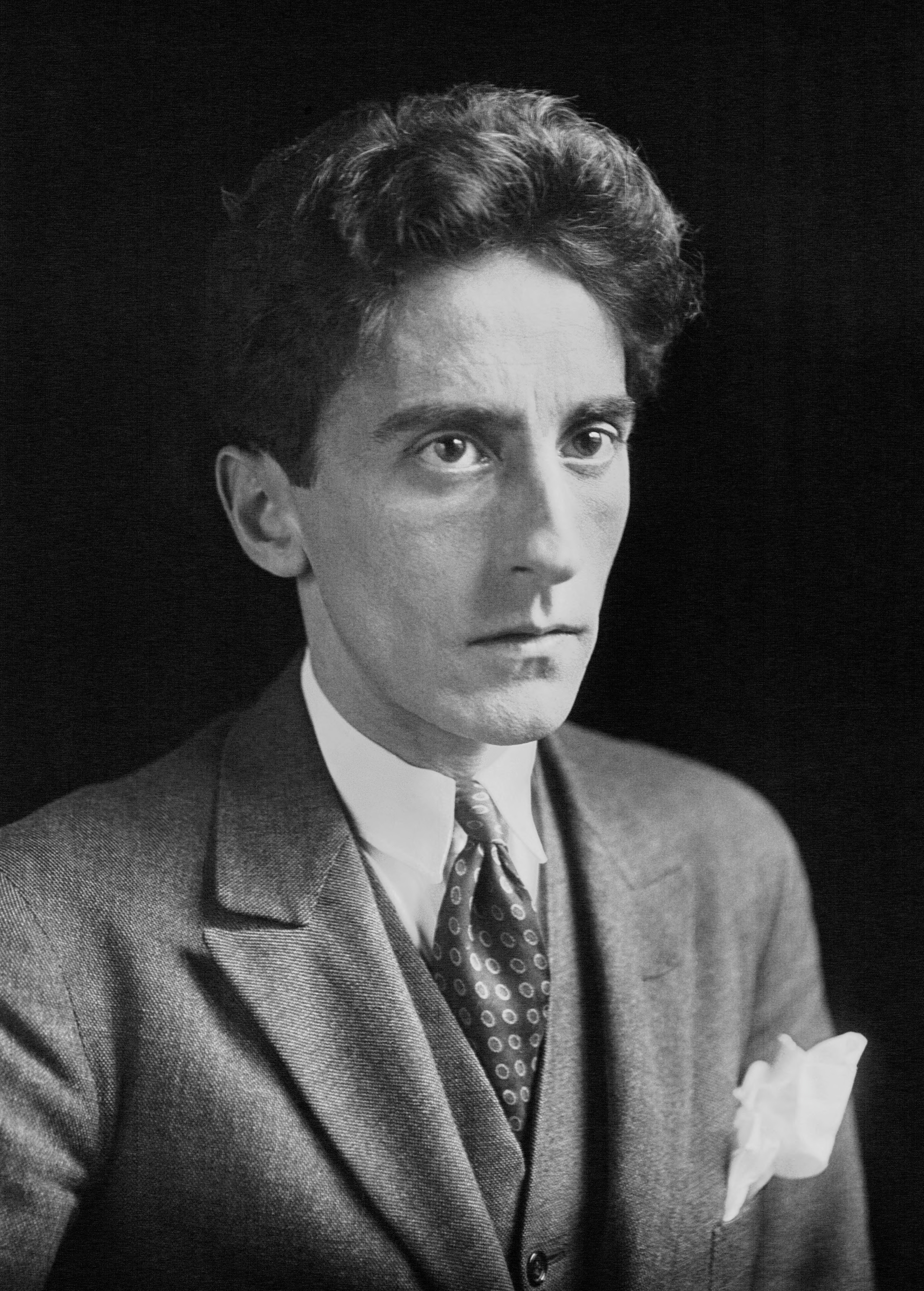
Жан Кокто, голова журі 6-го Каннського кінофестивалю

- Жан Кокто — голова журі; письменник, режисер  Франція
- Луї Шове, журналіст,  Франція
- Тітіна де Філіппо,  Франція
- Гай Дессон,  Франція
- Філіпп Ерланже,  Франція
- Рене Форе,  Франція
- Жак-П'єр Фрогерайс,  Франція
- Абель Ганс, режисер,  Франція
- Андре Лан,  Франція
- Джордж Раґуї, офіційний представник профспілок,  Франція
- Едвард Г. Робінсон, актор,  США
- Шарль Спаак, сценарист,  Бельгія
- Жорж Ван Парі, композитор,  Франція
- Берт Ганстра,  Нідерланди
- Роже Ленар,  Франція
- Рене Лукот,  Франція
- Жан Геваль, журналіст,  Франція
- Жак Шильц,  Франція
- Жан Віві,  Франція

## Фільми-учасники конкурсної програми
Повнометражні фільми
| Фільм                            | Назва мовою оригіналу           | Режисер                                             | Країна                    |
| -------------------------------- | ------------------------------- | --------------------------------------------------- | ------------------------- |
| Перше квітня 2000 року           | 1. April 2000                   | Вольфганг Лібенайнер                                | Австрія                   |
| Бродяга                          | आवारा / Awaara                    | Радж Капур                                          | Індія                     |
| Назвіть мене мадам               | Barabba                         | Волтер Ленг                                         | Швеція                    |
| Бандит                           | O Cangaceiro                    | Ліма Баррету                                        | Італія Бразилія           |
| Діти Хіросіми                    | 原爆の子 / Genbaku no Ko        | Кането Сіндо                                        | Японія                    |
| Повернися, малятко Шеба          | Come Back, Little Sheba         | Деніел Манн                                         | США                       |
| Легенда про Великого Будду       | 大仏開眼 / Daibutsu kaigen      | Тейноске Кінугаса                                   | Японія                    |
| Він                              | Él                              | Луїс Бунюель                                        | Мексика                   |
| Суть справи                      | The Heart of the Matter         | Джордж Мор О'Ферролл                                | Велика Британія           |
| Нескінченні горизонти            | Horizons sans fin               | Жан Древілль                                        | Франція                   |
| Я сповідаюся                     | I Confess                       | Альфред Гічкок                                      | США                       |
| Інтимні стосунки                 | Intimate Relations              | Чарльз Френк                                        | Велика Британія           |
| Лілі                             | Lili                            | Чарльз Волтерс                                      | США                       |
| Зелена магія                     | Magia verde                     | Джан Гаспаре Наполітано                             | Італія                    |
| Канікули пана Юло                | Les Vacances de M. Hulot        | Жак Таті                                            | Франція                   |
| Буря                             | Nevjera                         | Владімір Погачіч                                    | СФРЮ                      |
| Пітер Пен                        | Peter Pan                       | Гемільтон Ласкі, Клайд Джеронімі та Вілфред Джексон | США                       |
| Провінціалка                     | La provinciale                  | Маріо Сольдаті                                      | Італія                    |
| Село                             | Sie fanden eine Heimat          | Леопольд Ліндтберг                                  | Велика Британія Швейцарія |
| Яскраве світло сонця             | The Sun Shines Bright           | Джон Форд                                           | США                       |
| Вокзал Терміні                   | Terminal Station                | Вітторіо де Сіка                                    | Італія США                |
| Білий олень                      | Valkoinen peura                 | Ерік Бломберг                                       | Фінляндія                 |
| Плата за страх                   | Le salaire de la peur           | Анрі-Жорж Клузо                                     | Франція                   |
| Ласкаво просимо, містере Маршалл | Welcome Mr. Marshall!           | Луїс Гарсія Берланга                                | Іспанія                   |
| Варавва                          | Barabbas                        | Альф Шеберґ                                         | Швеція                    |
| Бонголо                          | Bongolo                         | Андре Каувін                                        | Франція                   |
| Донья Францискіта                | Doña Francisquita               | Ладіслао Вайда                                      | Іспанія                   |
| Ельф і таємниця фламенко         | Duende y misterio del flamenco  | Едгар Невілл                                        | Іспанія                   |
| Заради моєї невгамовної юності   | För min heta ungdoms skull      | Арне Маттсон                                        | Швеція                    |
| Сучасний                         | 現代人 / Gendai-jin             | Мінору Шибуя                                        | Японія                    |
| Світло в пустелі                 | Luz en el páramo                | Віктор Урручуа                                      | Венесуела                 |
| Мережа                           | La red                          | Еміліо Фернандес                                    | Мексика                   |
| Гауптвахта                       | Sala de guardia                 | Туліо Демікелі                                      | Аргентина                 |
| Три ідеальні дружини             | Las Tres perfectas casadas      | Роберто Гавальдон                                   | Мексика                   |
| Палке життя Клемансо             | La vie passionnée de Clémenceau | Гілберт Проутеу                                     | Франція                   |

## Переможці
- Великий приз фестивалю: Плата за страх, режисер Анрі-Жорж Клузо
- Міжнародний приз: Ласкаво просимо, містере Маршалл, режисер Луїс Гарсія Берланга
- Міжнародний приз за найкращий фільм-казку: Білий олень, режисер Ерік Бломберг
- Міжнародний приз за найкращий драматичний фільм: Повернися, крихітко Шеба, режисер Деніел Манн
- Міжнародний приз за найкращий фільм-дослідження: Зелена магія, режисер Джан Гаспаре Наполітано
- Міжнародний приз за найкращий пригодницький фільм: Бандит, режисер Ліма Баррету
- Міжнародний приз за найкращий розважальний фільм: Лілі, режисер Чарльз Волтерс
- Особливий приз журі : Волт Дісней (визнання за його вклад у створення фестивалю)
- Приз за найкращу чоловічу роль: Шарль Ванель — Плата за страх
- Приз за найкращу жіночу роль: Ширлі Бут — Повернися, крихітко Шеба
- Особлива згадка:
  - Повернися, крихітко Шеба
  - Зелена магія
  - Ласкаво просимо, містере Маршалл
  - Бандит
  - Лілі
  - Плата за страх
- Приз журі за короткометражний фільм: Біла грива: Дикий кінь, режисер Альбер Ламоріс
- Найкращий вигаданий короткометражний фільм: Незнайомець не залишив своєї картки, режисер Венді Туа
- Найкращий документальний короткометражний фільм: Обережно!, режисер Херман Ван Дер Хорст
- Приз Міжнародної Католицької організації в області кіно (OCIC) : Нескінченні горизонти, режисер Жан Древіль